# Антимонаты
 Антимона́ты (от антимон- и суф. — ат) — группа химических соединений, соли сурьмяной кислоты, а также орто-, мета- и пиросурьмяной кислот. В природе встречается как минералы сложных окислов. Имеют структуру типа пирохлора (группа стибиконита), типа сведенборгита (сведенборгит), типа рутила (гр. ордоньезита), типа сурика (шафарцикит).
IUPAC рекомендует, что соединения с анионами, содержащими ион сурьмы с окислением +5 (например Sb2O5), должны иметь суффикс антимонат(V), например Sb(ОН)−6 будет называться гексагидридоксидоантимонат(V) или, альтернативно, гексагидроксидоантимонат(1-)
- Антимонат калия
- Антимонат натрия
- Антимонат свинца(II)